# Katharine Park
Pour les articles homonymes, voir Park.
Katharine Park (née le 24 juin 1950) est une historienne des sciences américaine, professeure Radcliffe d'histoire des sciences à l'université Harvard.  

## Formation et carrière
Park étudie au Radcliffe College et obtient un Bachelor of Arts en 1972 en histoire et littérature de la Renaissance et de la Réforme. Elle obtient une maîtrise (M.Phil.) de l'Institut Warburg de l'université de Londres en 1974 et obtient son doctorat en histoire des sciences de l'université Harvard en 1981. De 1977 à 1980, elle est membre junior de la Harvard Society of Fellows. À partir de 1980, elle fréquente le Wellesley College, où elle devient professeure adjointe en 1981, professeure agrégée en 1986 et professeure en 1993. De 1987 à 1990, elle y travaille à la Faculté d’histoire. En 1990, elle est professeure invitée à l'université de Princeton. Elle est professeure d'histoire des sciences et d'études de genre à Harvard depuis 1997, titulaire de la chaire Samuel Zemurray, Jr. et Doris Zemurray Stone Radcliffe Research Professor d'histoire des sciences. Elle est également affiliée au Committee on Medieval Studies.

## Travaux
Elle se spécialise dans l'histoire du genre, de la sexualité et du corps féminin dans l'Europe médiévale et de la Renaissance, ainsi que dans les catégories et pratiques d'expérience et d'observation au Moyen Âge.
Elle traite de l'histoire de la médecine au Moyen Âge et au début de la période moderne (Renaissance), en particulier en ce qui concerne le genre, la sexualité et l'histoire du corps. Dans son premier livre de 1985 sur les médecins de la première Renaissance à Florence, elle examine le rôle joué par les non-universitaires en médecine (artistes et artisans) et, dans son livre Secrets of Women de 2006, elle décrit la genèse de la technique de dissection, tels que pratiquée par les sages-femmes, les embaumeurs et en prison. 
Elle examine également la culture visuelle au Moyen Âge et au début de la période moderne : allégories exprimant une nouvelle approche de la nature et de l'autorité, histoire de la sexualité et différences entre les sexes dans la philosophie naturelle, fascination pour les croyances miraculeuses. Elle travaille sur un projet d'échange de connaissances entre l'Occident chrétien et l'islam au Moyen Âge avec Ahmed Ragab (Harvard Divinity School) et sur un projet de culture visuelle au Moyen Âge (La science des sens : expérience et observation dans les sciences médiévales).

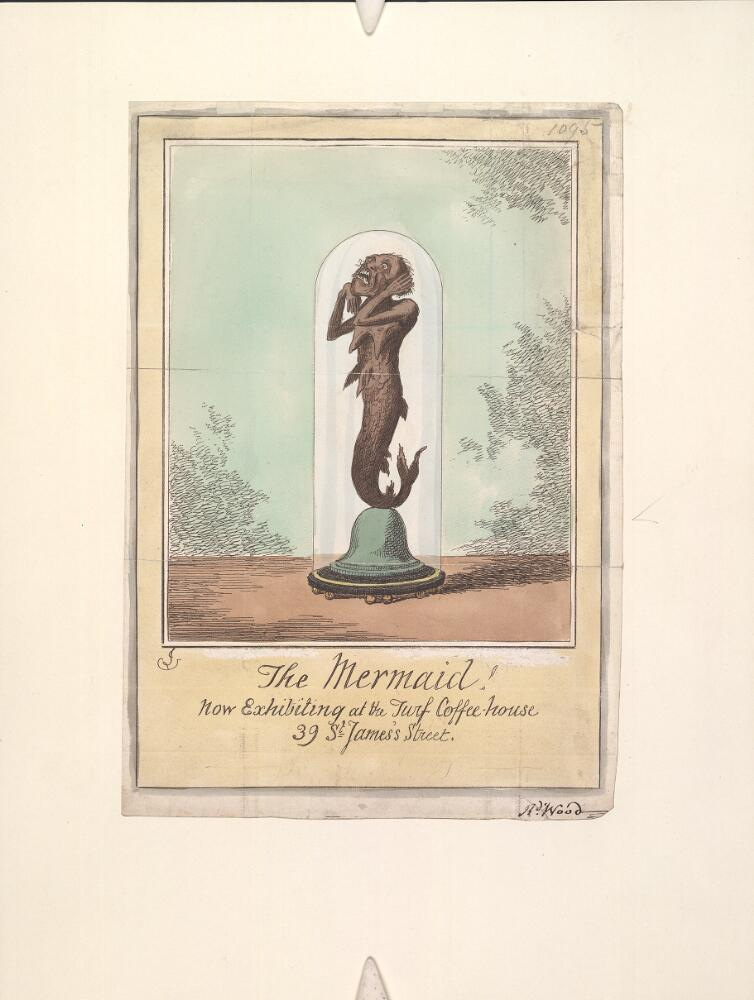
Sirène, Bodleian Libraries.

En 1998 elle publie avec Lorraine Daston (née en 1951),  historienne des sciences américaine spécialiste de l'histoire scientifique et intellectuelle de la période moderne, le livre Wonders and the Order of Nature, 1150-1750, consacré aux monstres. Leur point de départ est un article conjoint de 1981 sur les significations associées aux monstres au XVIIe siècle en France et en Angleterre. Elles expliquent que les monstres sont d'abord vus comme des prodiges, plus comme des merveilles, et finalement comme des objets naturels. Jugé par Mary Campbell comme « un des meilleurs livres que ma génération d'érudits ait produit. (...) C'est un modèle d'érudition, d'une originalité rigoureuse, d'une lisibilité humaine et même délicieuse, d'une opposition joyeuse à une sagesse vieille de plusieurs siècles et fixée dans notre culture comme la vérité elle-même. ».

## Prix et distinctions
Wonders of Nature, dont elle est coauteure avec Lorraine Daston, a remporté le prix Pfizer de la société d'histoire des sciences pour le meilleur livre en histoire des sciences en 1999,,,,. Le livre a été traduit en italien et en allemand. Ce livre est également lauréat du prix Ronald H. Bainton.
Son dernier livre, Secrets of Women, a remporté le prix Margaret W. Rossiter d'histoire de la femme en science en 2007 ainsi que la médaille Welch de l'Association américaine d'histoire de la médecine en 2009. 
En 2016 elle est lauréate de la médaille George Sarton décernée par l’History of Science Society.
Depuis 2002, elle est membre de l'Académie américaine des arts et des sciences. En 2000, elle bénéficie d'une bourse Guggenheim. En 1995/96, elle est chercheuse invitée à l'Institut Max Planck d'histoire des sciences à Berlin.

## Travaux
- Doctors and Medicine in Early Renaissance Florence, Princeton University Press, 1985[12].
- Wonders and the Order of Nature, 1150-1750 avec Lorraine Daston, Zone Books, 1998[13].
- Secrets of Women: Gender, Generation, and the Origins of Human Dissection, Zone Books, 2006.
  - Katharine Park, Secrets de femmes. Le genre, la dissection et les origines de la dissection humaine, traduit de l’anglais (États-Unis) par Hélène Quiniou, Paris, Les Presses du réel, 2009, 362 p. [14],
- (en) The Cambridge History of Science; volume 3 : Early Modern Science, Cambridge, Cambridge University Press, 2006, 865 p. (ISBN 978-0-521-57244-6, lire en ligne)
- Katharine Park, « Review of The Meanings of Sex Difference in the Middle Ages: Medicine, Science, and Culture », Journal of the History of Biology, vol. 28, no 3,‎ 1995, p. 551–553 (lire en ligne, consulté le 5 novembre 2016)
- The Criminal and the Saintly Body: Autopsy and Dissection in Renaissance Italy, The Renaissance Quarterly, vol 47, 1994, pp 1–33.
- Medicine and Society in Medieval Europe, 500-1500, in Andrew Wear (éd.): Medicine in Society, Cambridge: Cambridge University Press, 1991, pp 59–90.
- The Life of the Corpse: Dissection and Division in Late Medieval Europe, Journal of the History of Medicine and Allied Sciences, vol 50, 1995, pp 111–32.
- avec Lorraine J. Daston: Hermaphrodites in Renaissance France, Critical Matrix, vol 1, 1985, pp 1–19.
- avec Lorraine J. Daston: The Hermaphrodite and the Orders of Nature: Sexual Ambiguity in Early Modern France, GLQ, vol 1, 1995, pp 419–438.
- Magic and Medicine: The Healing Arts, in: Judith C. Brown, Robert C. Davis (éd.), Gender and Society in Renaissance Italy, London: Addison Wesley Longman, 1998.
- Impressed Images: Reproducing Wonders, in: Caroline A. Jones (en), Peter Galison (éd.), Picturing Science, Producing Art, New York: Routledge, 1998, pp 254–271.
- Natural Particulars: Epistemology, Practice, and the Literature of Healing Springs, in: Anthony Grafton, Nancy G. Siraisi (éd.), Natural Particulars: Nature and the Disciplines in Renaissance Europe, Cambridge MA: MIT Press, 1999, pp 347–367.
- The Meanings of Natural Diversity: Marco Polo on the „Division“ of the World, in Edith Sylla, Michael R. McVaugh, eds., Texts and Contexts in Medieval Science: Studies on the Occasion of John E. Murdoch’s Seventieth Birthday, Leiden: Brill, 1997, pp 134-47.
- The Concept of Psychology (avec Eckhart Kessler) et The Organic Soul, in: Charles B. Schmitt et.a. (éd.), The Cambridge History of Renaissance Philosophy, Cambridge: Cambridge University Press, 1988, chap 13 et 14.
- Healing the Poor: Hospitals and Medical Assistance in Renaissance Florence, in: Jonathan Barry, Colin Jones (éd.), Medicine and Charity before the Welfare State, London: Routledge, 1991, pp 26–45
- Observation in the Margins, 500-1500, in: Lorraine Daston,  Elizabeth Lunbeck (éd.): Histories of Observation, Chicago: University of Chicago Press, 2011, pp 15–44.

## Vie privée
Sa mère est l'auteure Clara Claiborne Park (en) (1923–2010) et son frère l'auteur de science-fiction Paul Park.